# Ive Ivanov
Ive Ivanov (Zara, 13 novembre 1985) è un ex cestista croato.

## Palmarès

### Club
- Campionato macedone: 1

MZT Skopje: 2018-19
- Coppa di Slovenia: 1

Krka Novo mesto: 2016
- Coppa di Croazia: 1

Zara: 2020
- Coppa di Svizzera: 1

Lions de Genève: 2021
- Coppa di Lega svizzera: 1

Lions de Genève: 2021

### Individuale
- MVP Coppa di Lega svizzera: 1

2021